# Kalletaart
Kalletaart é uma torta de especialidade regional da cidade de Kortrijk, na Bélgica. 
Kalletaart é uma torta de base amanteigada recheada com maçã, damasco e amandelspijs (ou frangipane), Calvados, e decorada com lascas de amêndoa.

## História
A receita foi criada em 1977 pelo confeiteiro Jean Foque, da Pâtisserie Courcelles, em Kortrijk. A secretaria de cultura da cidade solicitou a padeiros e confeiteiros que criassem uma receita que desse destaque à cidade. Depois de desenvolverem uma receita-base, os confeiteiros se reuniram e apresentaram diferentes preparações para a mesma torta; foi escolhido por unanimidade que a receita de Foque era a melhor e, portanto, esta se tornou a kalletaart "oficial". O nome do bolo é uma referência à torre sineira de Kortrijk, um dos símbolos arquitetônicos da cidade. O sino da torre é tocado por dois autômatos, que foram nomeados Manten e Kalle. As figuras fazem parte da torre desde, no mínimo, o século XIII.